# August von Werder
Karl Friedrich Wilhelm Leopold August Graf von Werder (Schlossberg (Norkitten, Kelet-Poroszország), 1808. szeptember 12. – Grüssow vára (Belgard kerület), 1887. szeptember 12.) gróf, porosz tábornok.

## Élete
Katonai pályáját 1825-ben a gyalogos gárdaezredben kezdte. Önkéntesként, orosz zászló alatt részt vett a cári hadsereg 1842-43-as kaukázusi hadjáratában. Az 1866-os porosz–osztrák háborúban dandárparancsnokként harcolt.
Az 1870-71-es porosz–francia háborúban már tábornoki rangban vett részt. Ő vezette Strasbourg ostromát. A város kapitulációja után az újonnan alakított XIV. hadtesttel a Franche-Comté, illetőleg Dijon megszállására vonult. Sakkban tartotta Garibaldi önkénteseit, majd Bourbaki hadseregeinek közeledésére Belfortba vonult vissza. Hősiesen küzdött Villersexelnél, és sikerrel dacolt a franciák túlnyomó erejével szemben a három napon át tartó (január 15-17-én vívott) óriási belfort-i csatában. E fegyvertény által nagy népszerűségre tett szert, kivált Dél-Németországban, amelynek lakossága már a franciák inváziójától tartott. Hálából a badeni Freiburgban emlékszobrot állítottak neki.
A békekötés után a XIV. hadtest parancsnoka lett Karlsruhéban, kitüntették a Vaskereszttel, és évjáradékot kapott. 1875-ben megünnepelték 50 éves szolgálati jubileumát, majd 1879. április 1-jén saját kérelmére, grófi ranggal nyugalomba vonult. August von Werder egyetlen fia, Johann, 1896. szeptember 21-én halt meg fiúutód nélkül, és így a grófi ág fiága kihalt.